# Paul de Senneville
Paul de Senneville (París, Francia, 30 de julio de 1933-23 de junio de 2023) fue un productor y compositor francés, fundador de Delphine Software (que toma el nombre de su primera hija) y junto con Oliver Toussaint, mánager de Richard Clayderman, para quien compuso varios temas.
Trabajó con artistas franceses como Mireille Mathieu, Michel Polnareff, Dalida o Claude François y especialmente Richard Clayderman, para el que compuso la obra que lo lanzó al estrellato: Balada para Adelina (el nombre de la segunda hija de Paul, Adeline), que fue un éxito mundial. Desde entonces, tocando la música de Paul, Richard Clayderman se ha convertido en el artista francés con el mayor récord de ventas del mundo. De hecho, 100 millones de discos se han vendido en 57 países diferentes, ganando 290 discos de oro y 90 de platino.

## Vida personal
Paul de Senneville era un amante de la música clásica. Giuseppe Verdi fue uno de sus favoritos. Coleccionista de pinturas y de objetos antiguos. Fue dueño de una estatua de un caballo que fue realizada por Salvador Dalí. Fue dueño de un caballo de carreras L'Amiral Mauzun entrenado por Jean-Philippe Ducher. El caballo ganó el Eliteloppet en el año 2007 entre otras carreras.
Sennevill supuestamente no podía leer, escribir o tocar música. Contaba con un pequeño estudio de grabación en su casa o en su estudio. Cuando llamaba a un pianista (o un arreglista) se auxiliaba de ellos para hacer un arreglo, antes de grabarlo en un gran conjunto.

## Muerte
Paul de Senneville murió el 23 de junio de 2023 a los 89 años. Se desconoce la causa de su fallecimiento.

## Obras
Algunas de las obras de Paul de Senneville para Richard Clayderman son:
- Ballade pour Adeline (1977)
- A comme amour (1978)
- Lettre à ma mère (1979)
- Eléana (1987)
- Sagittaire (1988)
- Comme ils sont loin les souvenirs (1994)
- Hungarian Sonata (1997)
- Chinese Garden (1998)
- Princesse du désert (1999)
- J 'aime les gens qui s'aiment (2001)
- Pour tout l'amour du monde (2004)
- Mariage d'amour (1987)